# My Opera
My Opera è stata una comunità multilingua di utenti nata attorno al browser norvegese Opera. Il servizio è stato chiuso 3 marzo 2014.

## Caratteristiche
La comunità di My Opera offre ai propri iscritti una serie di servizi improntati al modello dei social network. Ad ogni utente viene attribuito un indirizzo personale del tipo my.opera.com/nome a cui viene associato uno spazio web personalizzabile di 1 GB. Tra le funzioni attivabili figurano un blog, un raccoglitore fotografico ed una home page personalizzabile.
La socializzazione all'interno della comunità è favorita dalla presenza di strumenti appositi. In particolare ogni utente può creare un proprio forum o uno o più gruppi e può a sua volta aderire a quelli creati da altri utenti. I gruppi, in particolare, nascono con la finalità di riunire utenti che abbiano interessi comuni.
Il 18 novembre del 2008 il sito di My Opera è stato completamente rivisitato. Al rinnovamento grafico ha fatto seguito un aumento dello spazio assegnato ad ogni utente da 300 Mb ad 1 Gb. Il sito è stato inoltre localizzato in altre 4 diverse lingue che si sono aggiunte all'Inglese: Italiano, Norvegese, Cinese, e Spagnolo. Per ogni spazio utente inoltre, la piattaforma di My Opera genera automaticamente una versione ottimizzata per cellulari.

## Storia
My Opera è nato nell'agosto del 2001 ed è stato progressivamente migliorato negli anni. L'introduzione di molte delle caratteristiche attuali risale al settembre 2005. L'anno successivo anche l'infrastruttura dei server che sostiene il progetto è stata ampliata.
Nel settembre del 2007 My Opera ha raggiunto un milione di iscritti. A quella data ospitava già 200 000 blog e più di 3 milioni di foto con un traffico mensile di oltre due milioni di visitatori unici al mese ed un tasso di crescita di 1500 iscritti al giorno.
A novembre 2008 My Opera conta 1,8 milioni di iscritti.

## Relazioni con Opera Browser
L'iscrizione a My Opera è del tutto libera e non presuppone l'uso dell'omonimo browser. Con il lancio di Opera 9.5 l'attivazione di un account My Opera consente di disporre di nuove funzioni incluse in questa versione e in quelle successive.